# Ozero Mostovucha
Ozero Mostovucha (ryska: Озеро Мостовуха) är en sjö i Belarus.   Den ligger i voblasten Vitsebsks voblast, i den norra delen av landet, 200 km norr om huvudstaden Minsk. Ozero Mostovucha ligger 122 meter över havet.
I omgivningarna runt Ozero Mostovucha växer i huvudsak blandskog. Runt Ozero Mostovucha är det ganska tätbefolkat, med 72 invånare per kvadratkilometer.